# Nuklearni reaktori IV. generacije
Nuklearni reaktori IV. generacije nastaju nakon inicijative američke vlade za razvoj novih nuklearnih reaktora, te je osnovan međunarodni forum, koji je odredio ciljeve tehnološkog razvoja novih reaktora. Nove nuklearne elektrane moraju udovoljiti zahtjevima održivog razvoja, uz zanemariv utjecaj na okoliš. Stvaranje nuklearnog otpada mora se smanjiti na najmanju moguću mjeru, uz znatno smanjenje dugotrajnih utjecaja na okoliš. Potrebno je postići izvrsnost u sigurnosti i pouzdanosti, te ostvariti zanemarivu mogućnost oštećenja jezgre. Treba biti uklonjena potreba za planiranjem zaštitnih akcija izvan kruga postrojenja. U odnosu na ostale tehnologije potrebno je ostvariti ekonomsku prednost cjelokupnog nuklearnog gorivnog ciklusa. Financijski rizik potrebno je izjednačiti s ostalim tehnologijama.
Prvi reaktori IV. generacije, za koje se smatra da predstavljaju budućnost nuklearne energetike, trebali bi biti izgrađeni do 2030. Odabir je napravljen na osnovi ekoloških, sigurnosnih i ekonomskih parametara. Tri od predloženih šest sustava pripadaju grupi brzih reaktora. Dva su termička, dok je jedan epitermički. Osim za proizvodnju električne energije, neki od njih mogu se koristiti i za proizvodnju vodika.

## Plinski brzi reaktor GFR
Trenutačno je u razvoju plinom hlađeni brzi reaktor GFR (eng. Gas-cooled Fast Reactor). Tvrtka General Atomics radi na razvoju helijem hlađenog brzog reaktora snage 600 MW i 2 400 MW, pogodnog za proizvodnju električne energije i za termokemijsku proizvodnju vodika. U prvom slučaju rashladni plin direktno pokreće plinsku turbinu koristeći tzv. Braytonov ciklus. Nuklearno gorivo, koje sadrži uranij i plutonij, u obliku je karbida ili nitrida, a predviđeni odgor je do 250 GWd/t teškog metala. Predviđa se recikliranje istrošenog goriva direktno na lokaciji elektrane. Tako bi se ekstrahirani aktinidi vraćali natrag u reaktor u svrhu smanjenja proizvodnje dugoživućeg radioaktivnog otpada na najmanju moguću mjeru. Plinski brzi reaktor ima visok stupanj korisnog djelovanja, u visini od 48%. Ulazna temperatura rashladnog sredstva iznosi 490 °C, a izlazna temperature 850 °C, dok gustoća snage iznosi 100 MWt/m3. Od visokotemperaturnog plinskog reaktora, ovaj tip reaktora se razlikuje po odsustvu moderatora (usporivač neutrona), većoj gustoći snage i većem udjelu fisilnog materijala u jezgri.

## Olovni brzi reaktor LFR
Rashladno sredstvo u olovnom brzom reaktoru LFR (eng. Lead-cooled Fast Reactor) je tekuće olovo ili tekuća slitina olova i bizmuta, a hlađenje se obavlja prirodnom konvekcijom. Gorivo je metalni uranij ili je u obliku uranij-plutonij nitrida s dodatkom aktinida dobivenih u postrojenjima za recikliranje. Predviđena snaga reaktora je od 50 MW do 1 200 MW. Radna temperatura je za sada oko 550 °C, a pretpostavka je da će razvoj novih materijala omogućiti povećanje radne temperature na preko 800 °C. Ideju brzog reaktora hlađenog olovom uglavnom prati dizajn i tehnologiju ruskog olovom hlađenog BREST reaktora razvijenog na temelju iskustva s olovo-bizmut hlađenim reaktorima korištenima u podmornicama, te u još dva eksperimentalna dizajna.

## Natrijev brzi reaktor SFR
Uporaba natrija kao rashladnog sredstva u brzim reaktorima SFR (eng. Sodium – Cooled Fast Reactor) uvjetovana je većom gustoćom snage, temperature i neutronskog toka unutar jezgre, odnosno potrebom za efikasnijim prijelazom topline na rashladni fluid. Nadalje, natrij ima relativno nisku temperaturu vrenja (98 °C), nizak apsorpcijski udarni presjek,
dobru kompatibilnost s gorivom i strukturnim materijalima, te dobra svojstva što se tiče strujanja. Loša strana natrija je jaka korozivna aktivnost u doticaju sa zrakom i vodom.
Predviđene su 3 izvedbe brzog reaktora hlađenog natrijem i to kompaktni tip (od 600 MW do 1 500 MW), bazenski tip (od 300 MW do 600 MW), te modularni tip (od 50 MW do 150 MW). Nuklearni gorivni ciklus koristi potpuno recikliranje aktinida u bilo kojoj od predloženih izvedbi. Predloženi sustavi koriste brzi dio neutronskog spektra, natrij kao rashladno sredstvo, zatvoreni nuklearni gorivni ciklus, uranij kao oplodni materijal, te učinkovitost u tretmanu aktinida. Kompaktni tip koristi gorivo MOX (miješani oksid uranija i plutonija), a modularni koristi leguru uranija, plutonija, aktinida i cirkonija. Sa sigurnosnog aspekta pozitivan je dugačak termički odziv sustava, visoka temperatura vrenja natrija, nizak radni tlak, odvojenost sustava za proizvodnju para natrija za hlađenje reaktora (postojanje tercijarnog kruga).
Osim vodene pare u dijelu za pretvorbu energije, razmatra se i uporaba ugljikovog dioksida. Prednost u odnosu na druge sustave je mogućnost korištenja transuranskih elemenata kao nuklearnog goriva, koji će značajno smanjiti količinu aktinida u visokoradioaktivnom otpadu. Smanjenje kapitalnih troškova i povećanje pasivne sigurnosti, naročito pri prijelaznim pojavama, područja su za unapređenje brzih reaktora hlađenih natrijem.

## Reaktor hlađen rastaljenom soli MSR
Predstavljeno je i nekoliko dizajna nuklearnog reaktora hlađenog rastaljenom soli MSR (eng. Molten Salt Reactor), a napravljeno je i nekoliko prototipova. Ranija rješenja oslanjala su se na nuklearno gorivo otopljeno u rastaljenim solima fluora tvoreći uranijev tetraflorid.
Kritičnost se dosiže ulaskom medija u grafitnu jezgru koja ujedno služi kao moderator (usporivač neutrona). Neke današnje ideje više se oslanjaju na gorivo disperzirano unutar grafitne matrice s rastaljenom soli, čime se osigurava hlađenje pri visokoj temperaturi i niskom tlaku. Početni dizajn je nuklearni reaktor snage 1 000 MW, a ciljni datum uvođenja je 2025.

## Superkritični vodom hlađeni reaktor SCWR
Superkritični vodom hlađeni reactor SCWR (eng. Super - Critical Water – cooled Reactor) je visokotemperaturni visokotlačni vodom hlađeni reaktor, koji radi na temperaturama hladila iznad kritične točke vode (920 °C, 221 bar), što omogućava visoku toplinsku iskoristljivost (za trećinu veću nego u konvencionalnih lakovodnih reaktora). Sustav s ovim tipom reaktora nema izmjenjivač topline. Pošto superkritična voda ne mijenja agregatno stanje, s njom se direktno pogoni turbina. Početni je sustav snage oko 1 700 MW, radnog tlaka od 250 bara, a izlazna temperatura rashladnog fluida 510 °C, s mogućim povećanjem do 550 °C. Nuklearno gorivo je uranijev dioksid u slučaju otvorenog nuklearnog gorivnog ciklusa.

## Reaktor vrlo visoke temperature VHTR
Reaktor vrlo visoke temperature VHTR (eng. Very High Temperature Reactor) je ideja plinom hlađenog termičkog reaktora, koji se osim za proizvodnju električne energije, može koristiti i za proizvodnju vodika, te proizvodnju topline za potrebe različitih procesa. Dva su osnovna VHTR dizajna. U prvome je jezgra sastavljena od velikih heksagonalnih grafitnih gorivnih elemenata (blok dizajn), a u drugome koji je nazvan reaktor s ležištem od oblutaka PBR (eng. Pebble Bed Reactor) gorivni elementi su grafitne kuglice s gorivnom jezgrom.
U svrhu postizanja visokog odgora i sprječavanja ispuštanja fisijskih produkata, ovaj tip reaktora koristi čestice nuklearnog goriva nazvane TRISO (gorivo visokih svojstava). Svaka kuglica sastoji se od jezgre i četiri koncentrične ljuske, ukupnog promjera manjeg od 1 mm. Gorivna jezgra je napravljena od uranijeva ili plutonijeva oksida. Obogaćenje uranija iznosi između 10% i 20%. Gorivna jezgra ima različite polumjere, od 350 do 500 μm u slučaju korištenja niskoobogaćenog uranija, odnosno 150 – 300 μm u slučaju korištenja transuranijskih elemenata. Oko jezgre je ljuska ili omotač napravljen od poroznog ugljika, a svrha mu je osiguravanje prostora za plinovite fisijske produkte. Drugi omotač je pirolitički ugljik visoke gustoće, koji štiti treći omotač tijekom ozračivanja i preventivno sprječava djelovanje klora na jezgru prilikom njene izrade, te štiti od djelovanja fisijskih produkata. Treći omotač je otporan na kemijsko djelovanje, te predstavlja zaštitu od curenja plinovitih i metalnih fisijskih produkata. Četvrti ili vanjski omotač je također od pirolitičkog ugljika sa svrhom vanjske zaštite. TRISO čestice se stavljaju u predviđene otvore za gorivo (ukupno 210 takvih otvora) u grafitnoj matrici (kompaktiranje goriva), i sudjeluju s volumnim udjelom između 20% i 40%. Unutar prizmatičnog gorivnog elementa nalazi se i 108 otvora za rashladni fluid (helij), 6 otvora za sagorive apsorbere i centralni otvor za rukovanje gorivnim elementom. Za razliku od američke verzije ovog tipa reaktora, japanski dizajn predviđa da se gorivni štapovi stavljaju u relativno velike rashladne kanale i neovisno hlade.